# Maceió
Maceió er en storby i det nordøstlige Brasilien med et indbyggertal på cirka 957.916 (2022) indbyggere. Den er hovedstad i delstaten Alagoas og er havneby ved Atlanterhavet.